# Northern Business School
Die NBS Northern Business School – University of Applied Sciences, kurz NBS, ist eine private, staatlich anerkannte Stiftungshochschule in Hamburg. Sie befindet sich in der Trägerschaft der NBS Northern Business School gemeinnützigen GmbH. Deren alleinige Gesellschafterin und somit Betreiberin der Hochschule ist die Norddeutsche Bildungsstiftung mit Sitz in Hamburg.
Die NBS bietet Bachelor- und Masterstudiengänge an, die grundsätzlich in Voll- oder Teilzeit studiert werden können. Als Lernumgebung gibt es in diesem Rahmen verschiedene Angebote, die von Präsenzstudium mit gleichzeitigem Online-Livestream bis hin zu einem vollständigen Online-Studium (Flipped-Classroom-Modell) reichen.

## Geschichte
Im Juli 2007 wurde in Hamburg die NBS Northern Business School gemeinnützige GmbH (NBS gGmbH) gegründet. Die Gründung wurde durch Unternehmensverbände und Einzelunternehmen unterstützt, die auch heute noch im Kuratorium der NBS gGmbH vertreten sind.
Das Angebot der NBS gGmbH umfasste zunächst berufsbegleitende Studiengänge in Hamburg. Dabei waren die Studierenden während ihres Studiums bei staatlichen oder staatlich anerkannten Hochschulen immatrikuliert, mit denen die NBS gGmbH kooperierte. Die NBS gGmbH nahm dabei Dienstleistungsaufgaben wie z. B. das Marketing, Maßnahmen im Rahmen der Qualitätskontrolle, Ausplanung der Lehrveranstaltungen vor Ort und die regionale Studierendenbetreuung wahr. Das Studienangebot orientierte sich an der regionalen Nachfrage und bewegte sich vor allem in grundständigen Studiengängen der Bereiche Betriebswirtschaft, Wirtschaftsinformatik und Maschinenbau.
Auslöser für die Gründung der Hochschule war schließlich das Auslaufen des Studienganges Sicherheitsmanagement (B.A.) an der Hochschule der Polizei Hamburg 2013.
Im Februar 2014 erhielt die NBS Northern Business School Hochschule für Management und Sicherheit die staatliche Anerkennung der Freien und Hansestadt Hamburg. Der Wissenschaftsrat hat die NBS Hochschule 2018 akkreditiert und 2024 reakkreditiert.
Seit März 2019 trägt die NBS aufgrund der institutionellen Akkreditierung durch den Hamburger Senat den Zusatz „University of Applied Science“.
Seit dem 1. März 2023 besteht eine Partnerschaft mit der WBS Training, die eine digital gestützte Ausdehnung des Angebots der NBS außerhalb des bisherigen norddeutschen Einzugsgebietes ermöglichen soll. Durch die Partnerschaft mit der WBS Training ist die NBS außerdem in der Lage, Lernorte außerhalb Hamburgs an den Standorten der WBS Training anzubieten.

## Organisation
Die Hochschule wird von einem Rektorat geleitet, welches aus dem Rektor, zwei Prorektoren, dem Kanzler sowie allen Studiengangleitern besteht. Es ist beauftragt mit der Qualitätssicherung des Studienangebotes, der operativen Steuerung sowie der Weiterentwicklung der Hochschule.
Zusätzlich gibt es einen Hochschulsenat, der als oberstes akademisches Gremium der Hochschule in Lehre und Forschung beratend tätig wird. Er besteht aus dem Rektor, dem Kanzler sowie Vertretern der Professorinnen und Professoren, der Verwaltung und der Studierendenschaft.

## Studium und Lehre
Die NBS bietet insgesamt fünf Bachelor-Studiengänge an, wobei sich der Bachelor-Studiengang Betriebswirtschaft durch eine Vielzahl von Schwerpunktmöglichkeiten auszeichnet, sowie zwei Master-Programme.
Die Studiengänge der NBS sind von der Agentur ACQUIN akkreditiert.
Die derzeit an der NBS angebotenen Studiengänge:

### Bachelor-Programme
- Studium Individuale (B.A.)
- Kommunikationsmanagement (B.A.)
- Sicherheitsmanagement (B.A.)
- Soziale Arbeit (B.A.)
- Betriebswirtschaft (B.A.), mit einem der folgenden Schwerpunkte:
  - Business Management (generalistisch-betriebswirtschaftlicher Schwerpunkt)
  - Digitalisierung und Nachhaltigkeit
  - Gesundheits- und Pflegemanagement
  - Immobilienmanagement
  - International Management
  - Marketingmanagement
  - Sportmanagement
  - Tourismus- & Eventmanagement
  - Wirtschaftspsychologie
  - Wirtschaftsrecht
  - Es können darüber hinaus Schwerpunkte aus 20 Kompetenzfeldern frei zusammengestellt werden.

### Master-Programme
- Real Estate Management (M.Sc.)
- Controlling & Finance (M.Sc.)

## Zulassung zum Studium
Die NBS bietet alle Studiengänge ohne N.C. und ohne Auswahlverfahren an.

## Studiengebühren
Die NBS erhebt Studiengebühren, die u. a. mit einem Studienkredit der KfW finanziert werden können. Die Vollzeit-Studiengänge der NBS sind darüber hinaus BAföG-berechtigt. Daneben bietet die NBS Teil- und Vollstipendien von Partnerunternehmen an und es sind Deutschland-Stipendien verfügbar.

## Standorte
Die Lehrveranstaltungen werden in den beiden Studienzentren Wandsbek Quarree (Stadtteil Wandsbek, Wandsbeker Marktstraße 103–107, 22041 Hamburg) und AlsterCity (auf der Grenze der Stadtteile Barmbek-Süd und Winterhude, Weidestraße 122c, 22083 Hamburg) durchgeführt.
2015 wurde die NBS Hochschule durch die Europäische Kommission mit der Erasmus+ Charta of Higher Education ausgezeichnet.

## Fachbeiräte
Die Mitglieder der Beiräte beraten die Studiengangsleiter in allen Studiengangbelangen an der Schnittstelle zwischen Wirtschaft und Hochschule. Es existieren für jeden Studiengang Fachbeiräte.

## Forschung
Die NBS fördert und fordert angewandte Forschung. Die Hochschule hat sich eine Forschungsrichtlinie gegeben, die insbesondere drei Forschungsprofillinien festschreibt:
- Öffentliche und private Sicherheit
- Unternehmensführung und Entrepreneurship
- Strukturwandel und Dynamiken im Sozialstaat

Dabei werden die Querschnittstehmen Digitalisierung und Nachhaltigkeit in besonderem Maße berücksichtigt.

### Institute
Institutionell sind die Forschungsaktivitäten an der NBS in mehreren Forschungsinstituten verankert:
- Institut für unbemannte Systeme (IuS)
- Institute of Northern-European Economic Research (INER)
- Institut für Human Resource Management und Organisationspsychologie (IHRO)
- Institut für psychosoziale Versorgungs- und Organisationsforschung (IpVOF)
- Institut für Unternehmensrechnung, Controlling und Finanzmanagement (IUCF)
- Institute for Intelligence and Security Management (I2SM)